# Sette Giugno
Sette Giugno (na Malcie oficjalnie używa się nazwy w języku włoskim) – maltańskie święto narodowe obchodzone corocznie 7 czerwca. Upamiętnia ono wydarzenia, które miały miejsce w tym dniu w 1919 roku, kiedy po serii zamieszek wywołanych przez Maltańczyków, brytyjscy żołnierze otworzyli ogień do tłumu, zabijając cztery osoby. Doprowadziło to do eskalacji nastrojów antybrytyjskich i wzrostu poparcia dla partii prowłoskich, które zakwestionowały brytyjską obecność na wyspie.

## Podłoże historyczne
W następstwie I wojny światowej, z wszystkimi zakłóceniami w rolnictwie i przemyśle na całym kontynencie, maltański rząd kolonialny nie zapewnił wystarczającej pomocy w zaopatrzeniu wyspy w podstawowe produkty żywnościowe.
Po wojnie koszty życia wzrosły dramatycznie. Import był ograniczony, a kiedy zaczęło brakować żywności – ceny wzrosły. Farmerzy i kupcy dorabiali się fortun. Pracownicy stoczni i sektora rządowego stwierdzili, że wzrost płac nie nadąża za wzrostem cen żywności. W 1916 roku stoczniowcy zakładają związek zawodowy, a w 1917 organizują strajk po otrzymaniu propozycji 10% podwyżki płac, która powszechnie była uważana za niewystarczającą. Niektórzy przedstawiciele społeczeństwa radzili sobie jednak całkiem dobrze. Powszechnym było przekonanie, że importerzy ziarna oraz młynarze uzyskiwali nadmierne zyski w stosunku do ceny chleba. Kupcy kontrolujący inne sektory handlu również dorabiali się na wojnie, pomimo regulacji cen.
Zmiany polityczne były również podstawową przyczyną powstania. Pierwsze posiedzenie Zgromadzenia Narodowego, które odbyło się 25 lutego 1919 roku, przyjęło rezolucję, która rezerwowała dla Malty wszystkie prawa dane innym narodom przez Konferencję pokojową w Paryżu; to oznaczałoby niezależność od Imperium brytyjskiego. Rezolucja ta, zgłoszona przez ekstremistyczną frakcję nacjonalistyczną, kierowaną przez dr. Enrico Mizzi, była w opozycji do oryginalnej rezolucji dr. Filippo Sceberrasa proszącej jedynie o odpowiedzialny rząd. Ta umiarkowana uchwała została usunięta w celu zapewnienia jednomyślności oraz zapobieżeniu rozłamowi między frakcją umiarkowaną i ekstremistyczną.
Ekstremizm był również obecny w tłumie atakującym 25 lutego sklepy, które pozostały otwarte podczas posiedzenia Zgromadzenia, jak np. sklep „A la Ville de Londres”. Policja nie przeciwdziałała tym atakom, i było to na rękę ekstremistycznym prądom w Zgromadzeniu.

## Sette Giugno
Kilka dni przed planowanym na 7 czerwca posiedzeniem Zgromadzenia Narodowego,  Ministerstwo ds. Kolonii poinformowało dr. Sceberrasa, że nowo mianowany Gubernator Malty, Lord Plumer, przestudiował sytuację i napisał raport do Londynu, zwracający uwagę na możliwość dania Maltańczykom większego głosu w zarządzaniu swoim krajem. Poplecznicy Enrico Mizziego stwierdzili, że nie można ufać rządowi królewskiemu. W rezultacie dwa prądy myślowe znalazły odzwierciedlenie również w tłumie na ulicach. Studenci byli związani głównie z obozem ekstremistycznym, zaowocowało to ich protestem 16 maja 1919 roku. Również siły policyjne oraz pracownicy pocztowi zagrozili strajkiem.
Zgromadzenie Narodowe miało obradować po raz drugi w sobotę, 7 czerwca 1919 roku, w budynku Giovine Malta. Policja przewidywała możliwość zamieszek, w związku z tym 5 czerwca poprosiła o umieszczenie oddziału wojska w Zajeździe Kastylijskim. Jak stwierdziła później komisja badająca powstanie 7 czerwca  „Ewidentnie policja nie doceniła powagi sytuacji”.
Iskrą, która wywołała pierwsze niepokoje była flaga Malty „zmutowana” z Union Jack, powiewająca ponad „A la Ville de Londres.” W przeciwieństwie do poprzedniej sytuacji sklep był już zamknięty. Nie przeszkodziło to tłumowi wtargnąć do środka, aby usunąć flagę i maszt. Ten incydent rozniecił zamieszki. Śmierć Prezesa Sądu kilka dni wcześniej, obligowała wszystkie departamenty rządu do opuszczenia flagi brytyjskiej do połowy masztu, włączając w to budynki Bibliothèque na Pjazza Regina oraz biuro meteorologiczne. Tłum przeszedł do Klubu Oficerskiego, nalegając, aby drzwi zostały zamknięte. Okna budynku zostały wyłamane, a funkcjonariusze będący wewnątrz znieważeni. Policjanci próbowali powstrzymać tłum, lecz również zostali pobici. Tłum powrócił przed budynek Bibliothèque, domagając się zdjęcia flagi brytyjskiej, co zostało szybko wykonane przez pracujących tam mężczyzn.
Tłum przemieścił się do biur meteorologicznych, znajdujących się w wieży Royal Air Force. Po wybiciu okien wtargnięto do środka, plądrując i niszcząc wyposażenie. Kilka osób wspięło się na szczyt wieży, skąd zdjęły flagę brytyjską i zrzuciły na ulicę. Tłum spalił ją wraz z meblami zabranymi z pobliskich biur.
Tłum następnie wrócił na Palace Square, gdzie zaczął obrzucać wyzwiskami żołnierzy stojących przed budynkami Głównej Straży. Podoficer odpowiedzialny za ochronę drzwi, zamknął je, podobnie jak drzwi Pałacu Magistratury po drugiej stronie placu. Na Strada Teatro włamano się do biur Daily Malta Chronicle i zaczęto rzucać kawałkami metalu w pracujących tam ludzi. W tym czasie inny tłum atakował domy ludzi postrzeganych jako współpracownicy rządu królewskiego oraz sklepy spekulujących kupców na Strada Forni.
Użyto sił policyjnych, a następnie dowodzący wezwał na pomoc wojsko. O godzinie 17.30 sześćdziesięciu czterech żołnierzy z batalionów zespolonych przybyło do budynku Sądów, gdzie mieściła się siedziba policji. W późniejszym czasie historycy skrytykowali użycie tak małej liczby żołnierzy przeciwko tłumowi liczonemu w tysiące, który atakował budynki na Strada Teatro i Strada Forni, a teraz przemieszczał się w kierunku Strada Santa Lucia. Sześciu żołnierzy pod dowództwem majora Ritchie, G.S.O. (oficera Sztabu Generalnego) i kapitana Fergusona, udało się w kierunku Strada Forni, w celu ochrony domu Anthony’ego Cassara Torreggiani, wiodącego importera, który został zaatakowany przez tłum. Meble były już wyrzucane przez okna.
Tymczasem w Zgromadzeniu Narodowym, które było nieświadome rozruchów na zewnątrz, przewagę zyskiwali zwolennicy umiarkowania. Zdecydowali oni uznać wiadomość z Ministerstwa ds. Kolonii jako prawdziwy krok w kierunku poprawy sytuacji, i za taki została ona uznana.
Dziesięciu żołnierzy, dowodzonych przez por. Shieldsa, dotarło do biur Chronicle, które były już otoczone przez powstańców. Zaczęli oni rzucać kamienie i inne przedmioty w kierunku żołnierzy. To samo stało się na Strada Forni, gdzie sześciu żołnierzy próbowało powstrzymać tysięczny tłum. Major Ritchie wysłał kapitana Fergusona po posiłki. Bez rewolweru (który został mu skradziony) oraz w podartym mundurze, kapitan skompletował oddział 24 żołnierzy, którzy zostali skierowani na Strada Forni. Zostali oni rozstawieni wzdłuż ulicy, twarzami w obu kierunkach. Ważne jest, że żołnierzom zabroniono użyć broni bez wyraźnego rozkazu. Zajęli oni swoje pozycje skierowane w stronę tłumu, który w tej sytuacji się wycofał.
Raport komisji śledczej, wyjaśniającej przyczyny rozruchów stwierdza, że pierwszy strzał był słyszany z kierunku jednego z okien w domu Cassara Torreggiani. Faktycznie, wygląda na to, że to Maltańczycy oddali pierwszy strzał w tym powstaniu.
W tym momencie, jak podali naoczni świadkowie, jeden z żołnierzy oddał strzał w kierunku tłumu, a pozostali za nim. Pierwsza ofiara powstania, Manwel Attard, poległ przed domem Cassara Torregiani. Inne osoby zostały ranne. Ġużè Bajada został trafiony koło Strada Teatro, padł na flagę maltańską, którą niósł. Dowodzący oficer zaczął krzyczeć, aby przerwano ogień. W międzyczasie w biurach Chronicle, porucznik rozkazał swoim ludziom wyjść na zewnątrz, z powodu silnego zapachu gazu w budynku. Shields obawiał się wypuścić żołnierzy pojedynczo, z powodu agresywnego tłumu, ale z drugiej strony nie mógł pozostać wewnątrz. Aby umożliwić przejście, rozkazał on jednemu z podkomendnych strzelić nisko, z daleka od tłumu. Ten strzał dosięgnął jednak Lorenzo Dyera, który próbował się oddalić. Ponieważ jego rana była poważna, ludzie podnieśli go i zanieśli na Palace Square. Podczas tej początkowej fazy powstania 3 osoby zginęły a 50 zostało rannych.
Posiedzenie Zgromadzenia Narodowego zostało przerwane, ponieważ wniesiono do budynku osoby ranne na ulicach. Niektórzy z delegatów opuścili budynek, kiedy inni wylegli na balkony. Zgromadzenie natychmiast rozpoczęło układanie rezolucji, którą zamierzało przedstawić rządowi królewskiemu. Hrabia Alfredo Caruana Gatto zaapelował do tłumu, prosząc o powstrzymanie się od dalszych aktów przemocy. Zgromadzenie wysłało delegację do gubernatora, prosząc o usunięcie wojska, aby ludzie mogli się rozejść. Po zgodzie gubernatora, Caruana Gatto przemówił do tłumu ponownie, który zaczął się wycofywać.
Zamieszki kontynuowane były jednak następnego dnia, tłum atakował pałac pułkownika Francia, który był również właścicielem młyna. Żołnierze „Royal Malta Artillery” zostali wykorzystani do ochrony domu Francia, lecz nie chcieli oni używać siły w stosunku do swoich rodaków. Tłum utorował sobie drogę i zaczął wyrzucać meble, srebrną zastawę stołową i inne rzeczy na zewnątrz. Wieczorem przybyło 140 marynarzy, którzy oczyścili dom i ulicę z tłumu. Carmelo Abela był przy jednym z bocznych wejść, wołając swojego syna. Dwóch marynarzy przystąpiło, chcąc go aresztować. Kiedy stawiał opór, jeden z nich ugodził go bagnetem w brzuch. Abela zmarł 16 czerwca.

## Następstwa
Zamieszki odzwierciedlały niezadowalający charakter życia gospodarczego i politycznego na Malcie. Ekonomicznie wyspa stała się twierdzą, gdzie kilku osobom powodziło się wyśmienicie, kiedy wydatki na wojsko były wysokie. Twierdza Korony była bardzo ważnym strategicznie punktem, więc życie polityczne zostało stłamszone.
Dzień po zamieszkach przywrócono cenzurę w artykułach politycznych. Rano ludzie spontanicznie umieszczali kwiaty i inne oznaki pamięci w miejscach śmierci ofiar. Śmierć i rany tak wielu ludzi nie powstrzymały powstańców. Inna grupa zaatakowała młyny w Marsie, należące do Cassara Torreggiani, urządzono naloty na domy kupców w okolicznych wsiach.
16 czerwca Sąd Wojskowy rozpoczął dochodzenie w sprawie powstania. Powołano trybunał wojenny do osądzenia 32 osób, które brały udział w powstaniu. W sprawach legislacyjnych, powstanie Sette Giugno podkreśliło pilną potrzebę reform. Nowy Gubernator, Lord Plumer, zalecił liberalne ustępstwa w stosunku do Maltańczyków. Izba Gmin Zjednoczonego Królestwa podkreśliła, że Malta ma mieć „kontrolę nad sprawami czysto lokalnymi”, a Ministerstwo ds. Kolonii wysłało do Zgromadzenia Narodowego szczegółowy opis proponowanej konstytucji. 30 kwietnia 1921 roku konstytucja Amery-Milner została proklamowana; cenzura polityczna wzmocniona po powstaniu, zniesiona została 15 czerwca 1921 roku. Pierwsze wybory po ogłoszeniu nowej konstytucji odbyły się w październiku 1921 roku. 1 listopada 1921 roku, książę Walii oficjalnie otworzył obrady nowego Parlamentu Malty.
Ciała czterech ofiar Sette Giugno zostały pochowane 9 listopada 1924 roku we wspólnym grobie na cmentarzu Addolorata. Włoscy faszyści czcili ich jako „męczenników” Risorgimento i bohaterów włoskiego irredentyzmu na Malcie.

### „Kwestia językowa”
Jednym z głównych następstw Sette Giugno były dyskusje polityczne i walka o tzw. kwestię językową, czyli spór między starym katolickim włoskojęzycznym społeczeństwem, a nowymi anglojęzycznymi prawodawcami.
W latach 1930. nastąpił okres niestabilności w relacjach pomiędzy maltańską elitą polityczną, maltańskim Kościołem katolickim i brytyjskimi prawodawcami. Po Sette Giugno, konstytucja z 1921 roku była zawieszana dwukrotnie. Po raz pierwszy w latach 1930–1932, w następstwie konfliktu pomiędzy rządzącą pro-protestancką pro-brytyjską Partią Konstytucyjną a uznaniem przez Kościół katolicki faktu głosowania na tę partię i jej popierania za grzech śmiertelny, co w praktyce uniemożliwiło wolne i uczciwe wybory. Ponownie, w roku 1933, konstytucja została wycofana w związku z głosowaniem nad rządowym budżetem dla włoskich szkół podstawowych. Zaledwie po 13 miesiącach rządów nacjonalistów Malta powróciła do statusu kolonii Korony Brytyjskiej z 1813 roku.
Rzeczywiście, przed przybyciem Brytyjczyków, od roku 1530 językiem urzędowym (i językiem, którym posługiwała się wykształcona elita) był włoski, lecz został on zdegradowany przez wzrost używania języka angielskiego (który po I wojnie światowej stał się głównym językiem na Malcie).
W roku 1934 jedynie około 15% społeczeństwa potrafiło biegle mówić i pisać po włosku, lecz wszyscy Maltańczycy rozumieli ten język.
W tym samym 1934 roku język maltański został uznany za trzeci język urzędowy. Dwa lata później Letters Patent Konstytucji z 1936 roku deklarował, że język maltański oraz angielski są jedynymi językami urzędowymi. Język włoski tym samym stracił status języka urzędowego na Malcie po wielu wiekach. To prawnie uregulowało długotrwały spór językowy, który zdominował maltańską politykę od końca 19. stulecia.

## Pomnik
W dniu 7 czerwca 1986 roku pomnik Sette Giugno został odsłonięty na St. George Square – pl. św. Jerzego (d. Palace Square) w Valletcie. 21 marca 1989 roku Parlament maltański ogłosił, że dzień ten (7 czerwca) jest jednym z pięciu świąt państwowych (z pierwszymi oficjalnymi obchodami w dniu 7 czerwca 1989 roku).
W czerwcu 2009 roku, na czas odnawiania St. George Square (d. Palace Square), pomnik został usunięty z placu i przechowywany przez jakiś czas. W związku z olbrzymim publicznym sprzeciwem przeciwko trzymaniu w ustronnym miejscu tak ważnego dla narodu pomnika, w roku 2010 został on umieszczony w Hastings Gardens w Valletcie.
3 grudnia 2016 roku pomnik powrócił na St. George Square w Valletcie. Po publicznych konsultacjach rząd zdecydował umieścić pomnik na jego pierwotnym miejscu.